# De Burgst
De Burgst is een volleybalvereniging in de stad Breda. De club is opgericht in 1982 en is de enige club in Breda met een jeugd-, recreanten- en seniorenafdeling. De hoogste heren- en damesteams spelen op nationaal niveau in de Tweede Divisie.
Thuishaven voor De Burgst is sporthal Haagse Beemden aan de Ganzerik in Breda. De meeste teams trainen echter in het Racketcentrum aan de Terheijdenseweg in Breda.
De selectie van het eerste herenteam voor 2013/2014 is als volgt:
| Positie       | Naam                | rugnummer |
| ------------- | ------------------- | --------- |
| Trainer/Coach | Jacqueline Koppers  | -         |
| Spvd          | Frederik Netten     | 10        |
| Spvd          | Sven de Vries       |           |
| Dia           | Jaap Hoogesteger    |           |
| Dia           | Lennard Peeters     | 3         |
| Bui           | Bas van der Wee (C) | 4         |
| Bui           | Thomas Luik         |           |
| Mid           | Tim Swaan           | 1         |
| Mid           | Jasper Schellekens  | 7         |
| Mid           | Maarten Sanders     | 12        |
| Mid           | Robbert Pas         | 5         |